# Ratières
Ratières est une commune française du canton de Drôme des collines située dans le département de la Drôme, en région Auvergne-Rhône-Alpes.

## Géographie

### Localisation
Ratières se situe en Drôme des collines, la partie nord du département, à environ 65 km au sud de Lyon, 60 km à l'ouest de Grenoble et moins de 30 km au nord de Valence.
Par la route, la commune est à environ 20 km au nord de Romans-sur-Isère, 15 km à l'est de Saint-Vallier et 8 km au nord de Saint-Donat-sur-l'Herbasse.

### Communes limitrophes
| Saint-Avit, Claveyson | Saint-Avit                       | Bathernay              |
| Claveyson             | Ratières                         | Bathernay              |
| Bren                  | Saint-Donat-sur-l'Herbasse, Bren | Charmes-sur-l'Herbasse |

### Relief et géologie
Le village se trouve sur une colline à 386 mètres d'altitude. La tour de Ratières est le lieu le plus haut du village.
Le terrain est argileux sur les côtes, sablonneux en plaine[réf. nécessaire].

### Hydrographie
Le Bion est un ruisseau de plus de 7 km de long. Il prend sa source entre Saint-Avit et Ratières. Il marque la limite entre les deux communes sur cette première partie de son parcours, avant de continuer son chemin vers Claveyson et la Galaure.

### Climat
Pour des articles plus généraux, voir Climat d'Auvergne-Rhône-Alpes et Climat de la Drôme.
En 2010, le climat de la commune est de type climat méditerranéen altéré, selon une étude du Centre national de la recherche scientifique s'appuyant sur une série de données couvrant la période 1971-2000. En 2020, Météo-France publie une typologie des climats de la France métropolitaine dans laquelle la commune est dans une zone de transition entre le climat de montagne et le climat méditerranéen et est dans la région climatique  Moyenne vallée du Rhône, caractérisée par un bon ensoleillement en été (fraction d’insolation > 60 %), une forte amplitude thermique annuelle (4 à 20 °C), un air sec en toutes saisons, orageux en été, des vents forts (mistral), une pluviométrie élevée en automne (250 à 300 mm). 
Pour la période 1971-2000, la température annuelle moyenne est de 11,6 °C, avec une amplitude thermique annuelle de 18 °C. Le cumul annuel moyen de précipitations est de 983 mm, avec 7,8 jours de précipitations en janvier et 5,5 jours en juillet. Pour la période 1991-2020, la température moyenne annuelle observée sur la station météorologique de Météo-France la plus proche, « Marsaz », sur la commune de Marsaz à 7 km à vol d'oiseau, est de 12,8 °C et le cumul annuel moyen de précipitations est de 883,4 mm,. Pour l'avenir, les paramètres climatiques de la commune estimés pour 2050 selon différents scénarios d'émission de gaz à effet de serre sont consultables sur un site dédié publié par Météo-France en novembre 2022.

### Voies de communication et transports
Ratières est traversée par la route départementale 207.
Les gares ferroviaires les plus proches sont celles de Saint-Vallier à l'ouest et de Tain-l'Hermitage au sud-ouest, toutes deux à environ 20 km

À une trentaine de kilomètres au sud, la gare de Valence TGV permet l'accès au réseau ferroviaire à grande vitesse.

## Urbanisme

### Typologie
Au 1er janvier 2024, Ratières est catégorisée commune rurale à habitat très dispersé, selon la nouvelle grille communale de densité à 7 niveaux définie par l'Insee en 2022.
Elle est située hors unité urbaine et hors attraction des villes,.

### Occupation des sols
L'occupation des sols de la commune, telle qu'elle ressort de la base de données européenne d’occupation biophysique des sols Corine Land Cover (CLC), est marquée par l'importance des territoires agricoles (68,7 % en 2018), une proportion identique à celle de 1990 (68,7 %). La répartition détaillée en 2018 est la suivante : 
zones agricoles hétérogènes (47,2 %), forêts (31,3 %), terres arables (11 %), prairies (10,5 %). L'évolution de l’occupation des sols de la commune et de ses infrastructures peut être observée sur les différentes représentations cartographiques du territoire : la carte de Cassini (XVIIIe siècle), la carte d'état-major (1820-1866) et les cartes ou photos aériennes de l'IGN pour la période actuelle (1950 à aujourd'hui).

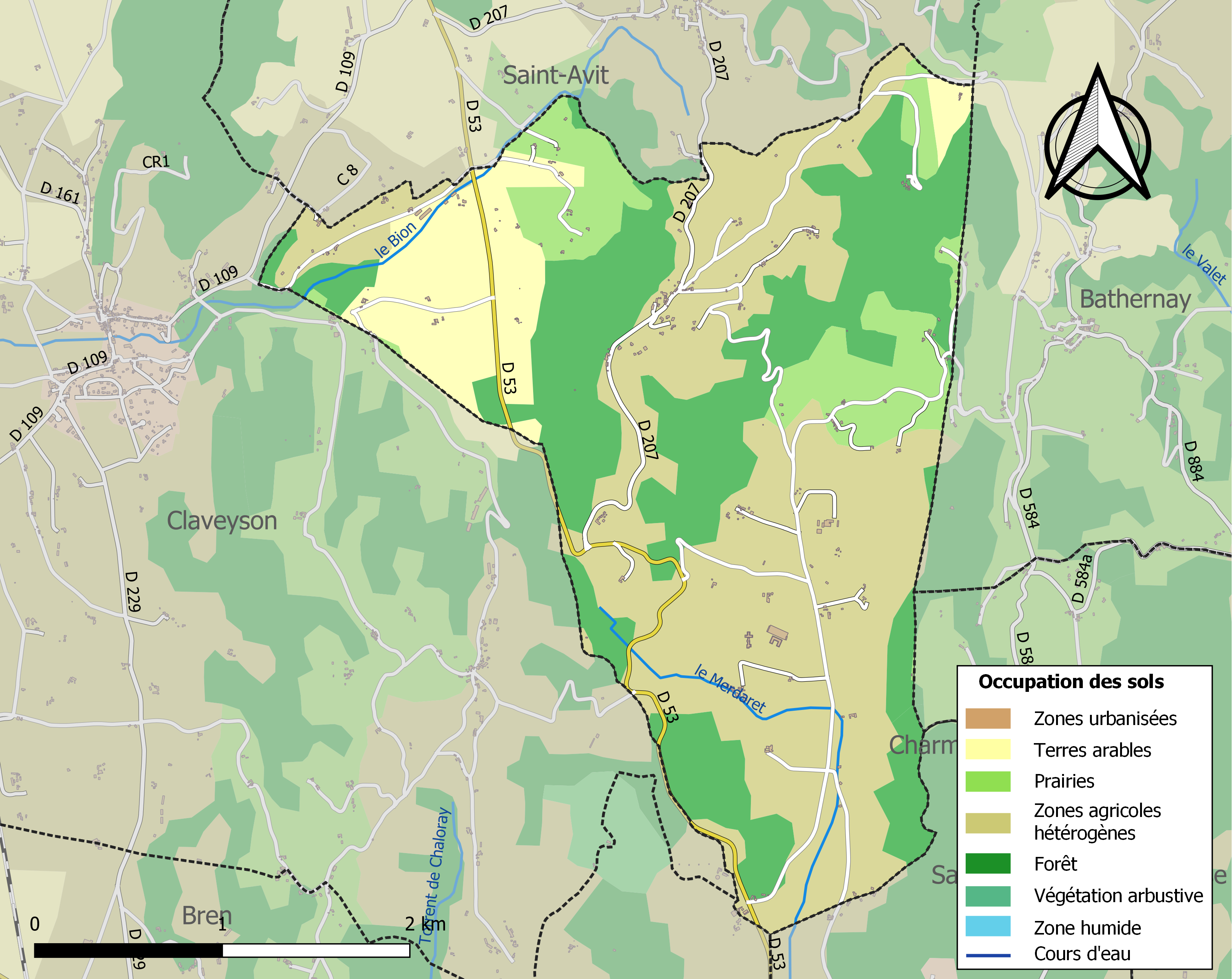
Carte des infrastructures et de l'occupation des sols de la commune en 2018 (CLC).

## Toponymie

### Attestations
Dictionnaire topographique du département de la Drôme :
- 1179 : mention de l'église Notre-Dame : Ecclesia Sancte Marie de Rattieres (Gontier, Histoire de Saint-Donat, 45) ;
- 1247 : Castrum de Rateres (Actes capit. de Vienne, 80) ;
- 1264 : Castrum Rateriis (Inventaire des dauphins, 91) ;
- 1277 : Ratarias (Inventaire des dauphins, 91) ;
- 1284 : Castrum Rateriorum (Valbonnais, II, 27) ;
- XIVe siècle : mention de la paroisse : Capella de Raterua (pouillé de Vienne) ;
- 1491 : Ratheriae ou Ratherioe (de Coston, Étymologie de la Drôme, 55) ;
- 1521 : mention de la paroisse : Ecclesia de Rateris (rôle de décimes) ;
- 1661 : mention de l'église Notre-Dame : La cure de N.-D. de l'Assomption de Rattieres (archives de la Drôme, E 2211) ;
- 1891 : Ratières, commune du canton de Saint-Vallier.

## Histoire

### Du Moyen Âge à la Révolution
La seigneurie :
- Au point de vue féodal, la terre ou seigneurie, était du fief de l'église archiépiscopale de Vienne et comprenait les deux paroisses de Ratières et de Saint-Avit.
- Début XIIIe siècle : possession des Moirans.
- 1284 : vendue aux Alleman.
- Passe aux Bressieux.
- Vers 1660 : passe (par mariage) aux La Porte, derniers seigneurs.

Avant 1791, Ratières était une communauté de l'élection et subdélégation de Romans et du bailliage de Saint-Marcellin, comprenant deux paroisses du diocèse de Vienne : Ratières et Saint-Avit.

La paroisse de Ratières, en particulier, avait son église sous le vocable de Notre-Dame. Le prieur de Saint-Donat était collateur et décimateur (voir Saint-Avit).

### De la Révolution à nos jours
En 1790, les deux paroisses de Ratières et de Saint-Avit forment une municipalité. Singulièrement la première relève du canton de Saint-Vallier et la seconde du canton de Châteauneuf-de-Galaure pour l'autre

La réorganisation de l'an VIII (1799-1800) place les deux paroisses dans la commune de Ratières-et-Saint-Avit, dans le canton de Saint-Vallier.
Le 15 novembre 1869, Saint-Avit devient une commune distincte.

## Politique et administration

### Liste des maires
| Période                                  | Période  | Identité      | Étiquette | Qualité                                                                                |
| ---------------------------------------- | -------- | ------------- | --------- | -------------------------------------------------------------------------------------- |
| Les données manquantes sont à compléter. |          |               |           |                                                                                        |
| avant 1907                               | ?        | Pierre Cheval |           | Agriculteur à Saint-Avit Conseiller d'arrondissement du Canton de Saint-Jean-en-Royans |
| ?                                        |          | Michel Ollier |           |                                                                                        |
| mars 2001                                | En cours | David Bouvier | SE        | Agriculteur                                                                            |

## Population et société

### Démographie
L'évolution du nombre d'habitants est connue à travers les recensements de la population effectués dans la commune depuis 1793. Pour les communes de moins de 10 000 habitants, une enquête de recensement portant sur toute la population est réalisée tous les cinq ans, les populations de référence des années intermédiaires étant quant à elles estimées par interpolation ou extrapolation. Pour la commune, le premier recensement exhaustif entrant dans le cadre du nouveau dispositif a été réalisé en 2006.

En 2022, la commune comptait 275 habitants, en évolution de +1,85 % par rapport à 2016 (Drôme : +2,64 %, France hors Mayotte : +2,11 %).
| 1793 | 1800 | 1806 | 1821 | 1831 | 1836 | 1841 | 1846 | 1851 |
| ---- | ---- | ---- | ---- | ---- | ---- | ---- | ---- | ---- |
| 393  | 308  | 436  | 546  | 692  | 654  | 715  | 743  | 795  |

| 1856 | 1861 | 1866 | 1872 | 1876 | 1881 | 1886 | 1891 | 1896 |
| ---- | ---- | ---- | ---- | ---- | ---- | ---- | ---- | ---- |
| 810  | 888  | 859  | 370  | 361  | 414  | 428  | 408  | 369  |

| 1901 | 1906 | 1911 | 1921 | 1926 | 1931 | 1936 | 1946 | 1954 |
| ---- | ---- | ---- | ---- | ---- | ---- | ---- | ---- | ---- |
| 342  | 342  | 314  | 276  | 264  | 290  | 277  | 275  | 253  |

| 1962 | 1968 | 1975 | 1982 | 1990 | 1999 | 2006 | 2011 | 2016 |
| ---- | ---- | ---- | ---- | ---- | ---- | ---- | ---- | ---- |
| 227  | 222  | 191  | 182  | 206  | 255  | 275  | 273  | 270  |

| 2021 | 2022 | - | - | - | - | - | - | - |
| ---- | ---- | - | - | - | - | - | - | - |
| 272  | 275  | - | - | - | - | - | - | - |

### Enseignement
La commune relève de l’académie de Grenoble

### Manifestations culturelles et festivités
- Fête : le 15 août[19].

### Médias
La population de la commune se situe dans l'aire de diffusion de plusieurs médias :
- Presse écrite
  - Le Dauphiné libéré, quotidien régional
  - L'Agriculture Drômoise, journal d'informations agricoles et rurales, couvre l'ensemble du département de la Drôme.
  - Drôme Hebdo (ancien Peuple Libre), hebdomadaire chrétien d'informations.
- Presse audio-visuelle
  - France Bleu est une radio publique diffusée sur son territoire.

## Économie
En 1992 : maïs.
L'agriculture semble aujourd'hui connaître un certain regain avec de l'arboriculture (pêches, abricots), du maraîchage (asperges) et de l'élevage (vaches)[réf. nécessaire].

### Tourisme
- La commune a mis des gîtes ruraux à la disposition des touristes[19].

## Culture locale et patrimoine

### Lieux et monuments

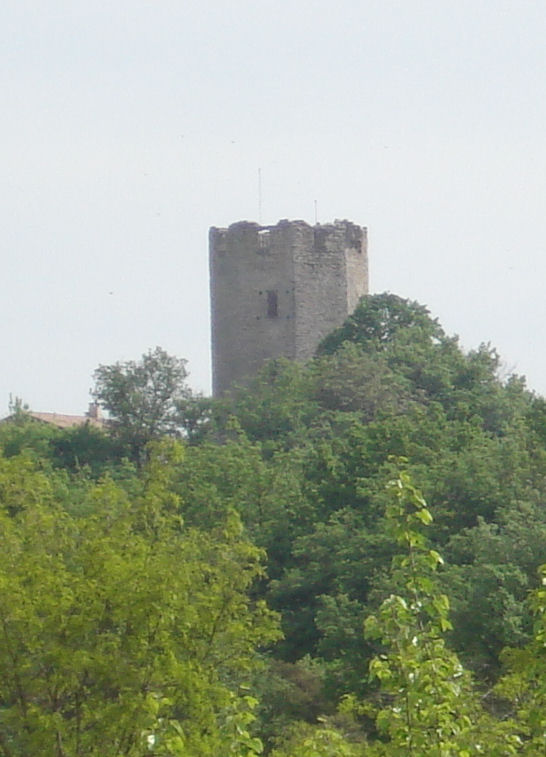
Tour de Ratières.

- La tour de Ratières est une tour médiévale carolingienne (IMH) du XIIe siècle, octogonale, d'environ 15 mètres de haut, surplombant le village et la plaine environnante[réf. nécessaire].
- Église Notre-Dame-de-l'Assomption de Ratières.

### Héraldique, logotype et devise
|  | Ratières possède des armoiries dont l'origine et le blasonnement exact ne sont pas disponibles. |